# Prokljuvani (Čazma)
Prokljuvani is een plaats in de gemeente Čazma in de Kroatische provincie Bjelovar-Bilogora. De plaats telt 48 inwoners (2001).